# Harmothoe globifera
Harmothoe globifera är en ringmaskart som först beskrevs av Georg Ossian Sars 1873.  Harmothoe globifera ingår i släktet Harmothoe och familjen Polynoidae. Arten har ej påträffats i Sverige. Inga underarter finns listade i Catalogue of Life.